# آردیان اسماعیلی
آردیان اسماعیلی (آلبانیایی: Ardian Ismajli؛ زادهٔ ۳۰ سپتامبر ۱۹۹۶) بازیکن فوتبال زاده کوزوو اهل آلبانی است.
از باشگاه‌هایی که در آن بازی کرده‌است می‌توان به باشگاه فوتبال هایدوک اسپلیت اشاره کرد.
وی همچنین در تیم‌های ملی فوتبال زیر ۲۱ سال کوزوو، کوزوو و آلبانی بازی کرده‌است.